# Gynodioécie
La gynodioécie est, pour les espèces de plantes dites gynodioïques,  la coexistence de pieds à fleurs  hermaphrodites et de pieds à fleurs uniquement femelles.

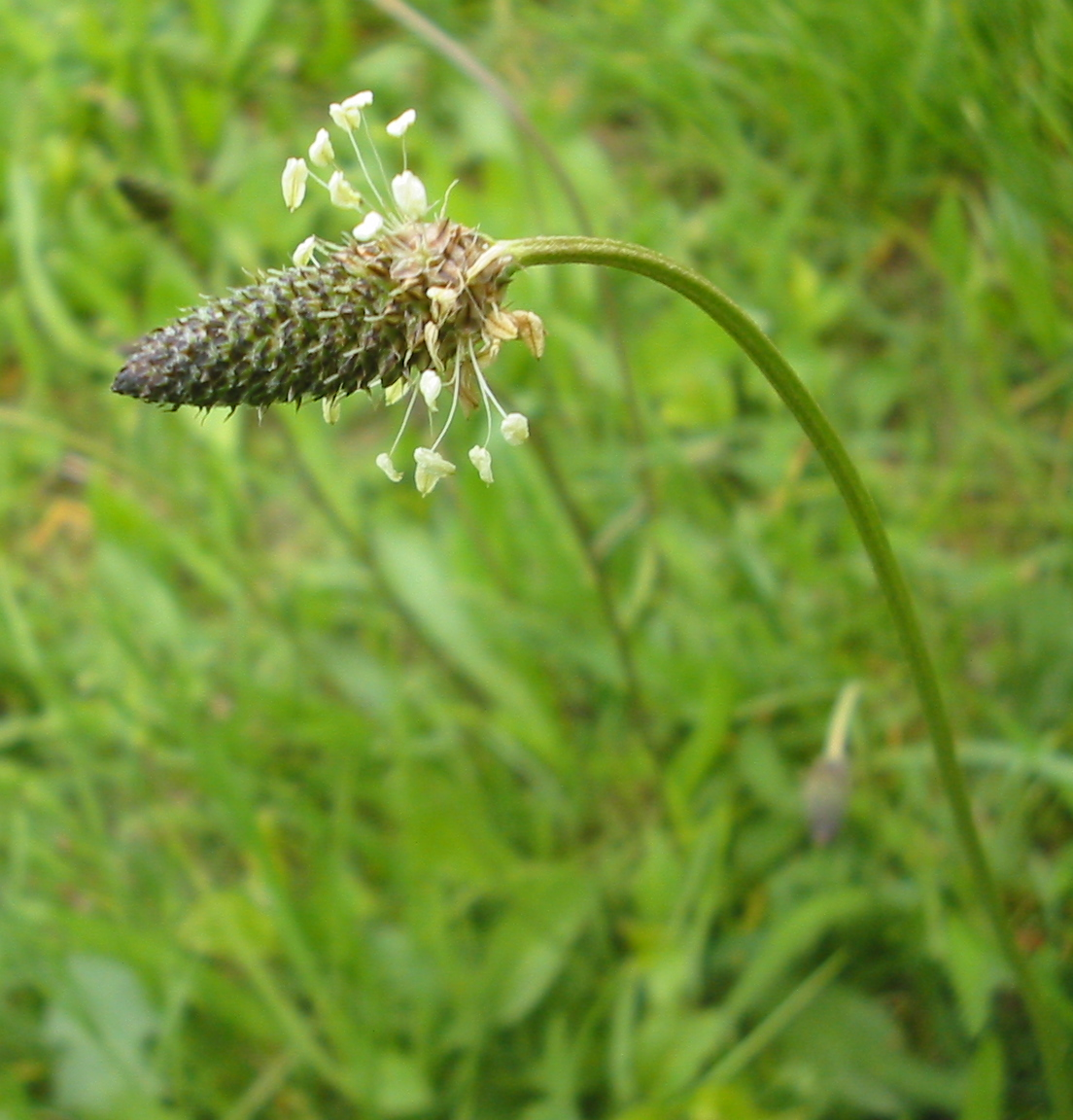
Plantago lanceolata (ou plantain lancéolé) est une espèce gynodioïque

Elle est assez fréquente chez les Angiospermes, contrairement à l'androdioécie beaucoup plus rare.
Elle est le plus souvent liée à un déterminisme nucléo-cytoplasmique du sexe.

## Historique
La gynodioécie a été découverte par Charles Darwin et décrite dans son livre «Les différentes formes de fleurs sur les plantes de la même espèce» en 1877. Carl Correns s'en est occupé. À la fin du 20e siècle car elle a fait l'objet de recherches intensives en lien avec la sélection végétale la stérilité mâle cytoplasmique et le rôle des mitochondries.

## Habitat
La gynodioécie est particulièrement fréquente dans les zones tempérées. Pour l'Europe, on estime qu'elle est deux fois plus fréquente que la diécie. Elle a été observée chez 223 espèces de 89 genres dans 25 familles. Ainsi, en Belgique, 7,5 % des espèces sont gynodioïques. Elle est moins fréquente dans la flore insulaire que les dioïques, et dans les forêts tropicales, où la diécie est commune, elle est pratiquement absente[réf. nécessaire].